# 내 말 좀 들어봐
《내 말 좀 들어봐》(영어: Talking It Over)는 줄리언 반스의 1991년 장편소설로, 삼각관계를 다루는 로맨스 소설이나 날카로운 풍자가 돋보이는 작품이다. 대한민국에는 동연에서 신재실 번역으로 출간되었다가, 열린책들에서 복간되었다.
1996년 프랑스에서 영화화되었는데, 제목이 《사랑, 그리고》(Love Etc)로 바뀌어 개봉하였다. 이 제목을 맘에 들어 한 반스 작가는 10년 후 이 작품의 속편을 쓰면서 제목을 그대로 따와 《사랑, 그리고》로 정하게 된다.